# 基兰·赖利
基兰·达伦·戴维·赖利（英語：Kieran Darren David Reilly，2001年7月12日—），英国男子自行车运动员，2023年欧洲运动会男子自由式小轮车金牌得主、2024年夏季奥林匹克运动会男子自由式小轮车银牌得主。